# カール・ウィリス
カール・ブレイク・ウィリス（Carl Blake Willis, 1960年12月28日 - ）は、アメリカ合衆国バージニア州ダンビル出身の元プロ野球選手（投手）。右投左打。現在は、MLBのクリーブランド・ガーディアンズの投手コーチを務めている。

## 経歴

### プロ入り前
1982年のMLBドラフト31巡目（全体764位）でサンフランシスコ・ジャイアンツから指名されたが、この時は契約しなかった。

### 現役時代
1983年のMLBドラフト23巡目（全体581位）でデトロイト・タイガースから指名され、プロ入り。翌1984年にメジャーデビュー。その後はメジャーとマイナーを行き来するシーズンが続き、1988年にシカゴ・ホワイトソックスでのプレーを最後に2年間メジャーから遠ざかっていた。
しかし、1991年にミネソタ・ツインズで3年ぶりにメジャー復帰すると、中継ぎとして40試合に登板して8勝、防御率2.63の好投でチームのアメリカンリーグ優勝及びワールドシリーズ制覇に貢献した。その後、1995年に引退した。

### 引退後
引退後は投手コーチとなり、クリーブランド・インディアンス（2003年 - 2009年）ではCC・サバシア、クリフ・リーという2人のサイ・ヤング賞獲得に寄与した。その後、シアトル・マリナーズ（2010年 - 2013年）、ボストン・レッドソックス（2015年 - 2017年）を経て2018年から再びインディアンスの投手コーチを務めている。

## 詳細情報

### 背番号
- 28（1984年 - 同年途中）
- 40（1984年途中 - 1985年）
- 42（1986年）
- 45（1988年）
- 51（1991年 - 1995年、2004年 - 2009年、2018年 - ）
- 57（2003年）
- 48（2010年 - 2013年）
- 54（2015年 - 2017年）